# Hà Nam (quận)
Hà Nam quận (tiếng Trung: 河南郡) là quận ở Trung Quốc từ triều đại nhà Hán đến triều đại nhà Đường, nằm ở phía bắc tỉnh Hà Nam ngày nay. 
Dưới thời trị vì của vua Hàn Tuyên Huệ, quận Tam Xuyên (三川郡) được thành lập. Nó được đặt tên là Tam Xuyên ("Ba Dòng Sông") do sông Hoàng Hà, Y và Lạc Hà chảy qua thẩm quyền của nó. Năm 249 TCN, Tam Xuyên bị nước Tần sáp nhập.
Sau khi triều đại nhà Hán thành lập, vào năm 205 TCN, Tam Xuyên được đổi tên thành Hà Nam ("phía nam sông Hoàng Hà"). Trụ sở của nó là Lạc Dương, kinh đô cũ của nhà Chu. Năm 113 TCN, nửa phía tây của nó được tách ra để thành lập quận Hoằng Nông. Trong năm 2, quận này có 274.666 hộ gia đình và dân số 1.740.279 người. Quận đó bao gồm 22 huyện là: Lạc Dương (雒陽), Huỳnh Dương (滎陽), Yển Sư (偃師), Kinh (京), Âm Bình (平陰), Trung Mưu (中牟), Bình (平), Nguyên Vũ (原武), Củng (鞏), Cốc Thành (穀成), Cố Thị (故市), Mật (密), Tân Thành (新城), Khai Phong (開封), Thành Cao (成皋), Uyển Lăng (苑陵), Lương (梁), Tân Trịnh (新鄭).
Trong triều đại Đông Hán, kinh đô được chuyển đến Lạc Dương, và quận Thượng Cốc được đổi tên thành Hà Nam Doãn (河南尹, "Quản đốc Hà Nam") sau khi các tên bởi giám đốc hành chính của các khu vực, theo cách đặt tên của Kinh Triệu Doãn (京兆尹, "Quản đốc huyện") ở triều đại Tây Hán. Năm 140, quận này có 208.486 hộ gia đình và 1.100.827 dân.
Vào triều đại Tây Tấn (265–316), tên "Thượng Cốc quận" được khôi phục. Vào năm 266, quận Huỳnh Dương được thành lập từ 8 huyện ở Hà Nam.
Sau khi triều đại nhà Tùy được thành lập, quận Hà Nam bị bãi bỏ và sáp nhập vào Lạc Châu (洛州). Năm 607, cái tên cũ đã được khôi phục. Quận này quản lý 18 huyện và có 202.230 hộ gia đình. Trong triều đại nhà Đường, quận Hà Nam là một tên thay thế của Lạc Châu, còn được gọi là Hà Nam phủ (河南府). Năm 741, quận này có 194.746 hộ gia đình và dân số là 1.183.092.